# محاکمه خدا
محاکمهٔ خدا (انگلیسی: God on Trial) یک نمایشنامهٔ تلویزیونی (تله‌تئاتر) بریتانیایی به نویسندگی فرانک کوترل بویس است که در سال ۲۰۰۸ منتشر شد.
وقایع این نمایشنامه در اردوگاه آشویتس در جریان جنگ جهانی دوم رخ می‌دهد که در آن، اُسرا و زندانیان اردوگاه آشویتس طی یک محاکمه غیابی، خدا را به دلیل آنکه یهودیان را به حال خود رها نمود، محاکمه می‌کنند. پرسش آنان این است که آیا خداوند میثاق خود را با قوم یهود شکسته‌است که اجازه داد نیروهای آلمان نازی چنان نسل‌کشی و کشتاری را راه بیندازند؟ این تله‌تئاتر از تولیدات بی‌بی‌سی است و پی‌بی‌اس نیز آنرا به‌عنوان یکی از قسمت‌های مجموعه آنتولوژی مسترپیس پخش کرد.

## بازیگران
- جوزف آلتین
- دومینیک کوپر
- استیون دیلین
- روپرت گراوس
- ادی مارسن
- بلیک ریتسون
- جک شپرد
- آنتونی شر
- استلان اسکاشگورد
- دیوید دی کایسر